# Hotel Yasmin (Košice)

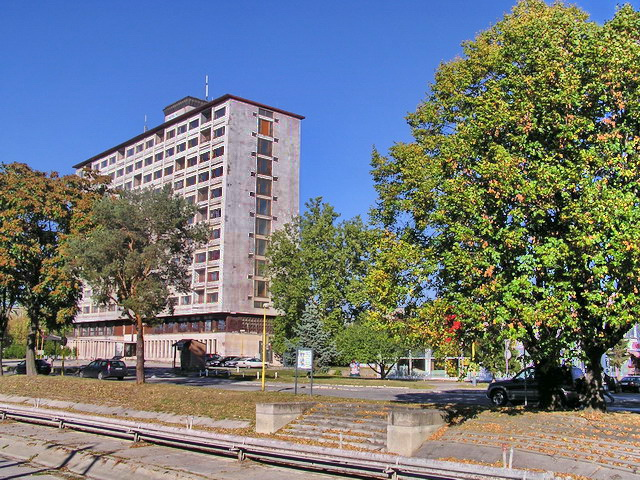
Hotel Yasmin pololetí před zahájením rekonstrukce

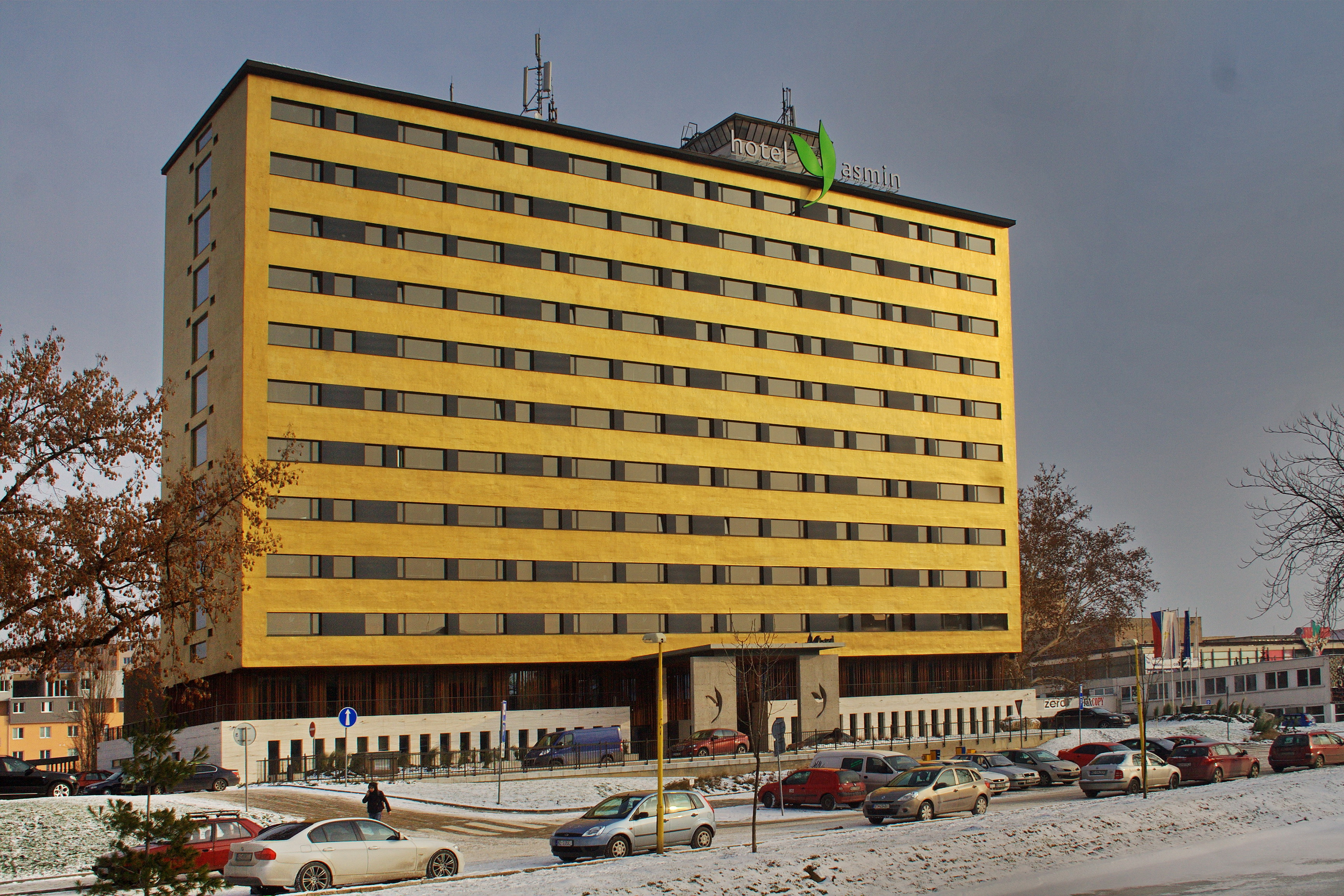
Hotel Yasmin

Hotel Yasmin (bývalý Hotel Hutník) je čtyřhvězdičkový hotel v Košicích na Tyršově nábřeží.

## Historie
Budova byla postavena v letech 1959 až 1962 na místě několika zbořených domů a rozsáhlé zahrady. Hotel byl zavřen v roce 2001 a do roku 2007 několikrát vyhořel. S rekonstrukcí na moderní čtyřhvězdičkový hotel se začalo na jaře roku 2007 a ukončena byla v první polovině roku 2009.